# Giuseppe Renato Imperiali
Giuseppe Renato Imperiali (Oria, 29 april 1651 - Rome, 15 januari 1737) was een Italiaans geestelijke en kardinaal van de Rooms-Katholieke Kerk. Hij was een neef van kardinaal Lorenzo Imperiali en een oom van de kardinalen Giuseppe Spinelli en Cosimo Imperiali.
Hij trad in 1670 in dienst bij de Romeinse Curie, waar hij onder de pausen Clemens X en paus Innocentius XI diende als klerk, administrator en later thesaurier van de Apostolische Kamer. In 1686 werd hij commandant van de pauselijke vloot en beheerder van de Vaticaanse fortificaties.
Paus Alexander VIII verhief hem in 1690 tot kardinaal-diaken. De San Giorgio in Velabro werd zijn titeldiakonie. Hij nam deel aan het conclaaf van 1691 dat leidde tot de verkiezing van paus Innocentius XII en dat van 1700 waarbij paus Clemens XI werd gekozen. Hierna was hij prefect van verschillende Romeinse congregaties. Daarnaast droeg hij de titel van abt van de abdij Santa Maria Maddalena in Armillis; deze Benedictijnenabdij lag in de buurt van Salerno.
Imperiali woonde nog drie conclaven bij: in 1721 werd paus Innocentius XIII gekozen, in 1724 paus Benedictus XIII  en in 1730 paus Clemens XII. Tijdens dit laatste conclaaf gold hij zelf als papabile, maar zijn kandidatuur stuitte op het ius exclusivae dat Filips V, koning van Spanje, inzette. Hij was vanaf 1726 kardinaal-priester, met vanaf 1727 de San Lorenzo in Lucina als titelkerk.
Hij stierf in Rome na een kort ziekbed, en werd bijgezet in de Basiliek van Sant'Agostino.
- Biblioteca Nacional de España: XX828885
- Bibliothèque nationale de France: cb15120352h (data)
- Gemeinsame Normdatei: 119305356
- International Standard Name Identifier: 0000 0000 6631 4943
- Library of Congress Control Number: n80051621
- Nationale Bibliotheek van Tsjechië: xx0269916
- Nederlandse Thesaurus van Auteursnamen: 15610816X
- Istituto Centrale per il Catalogo Unico: SBLV319580
- Système universitaire de documentation: 127832947
- Virtual International Authority File: 59891431
- WorldCat: E39PBJkXqbjbYMvvftKtDgXw4q